# Sprankle Mills
Sprankle Mills es un área no incorporada ubicada en el condado de Jefferson en el estado estadounidense de Pensilvania.

## Geografía
Sprankle Mills se encuentra ubicada en las coordenadas 41°00′07″N 79°06′49″O / 41.00194, -79.11361.